# 越南驻英国大使馆
越南驻英国大使馆（越南语：／*/?）是越南派驻英国伦敦的外交代表机构。 越南还在位于荷兰公园的坎登山道108号设立了大使館商務處。 

## 图册

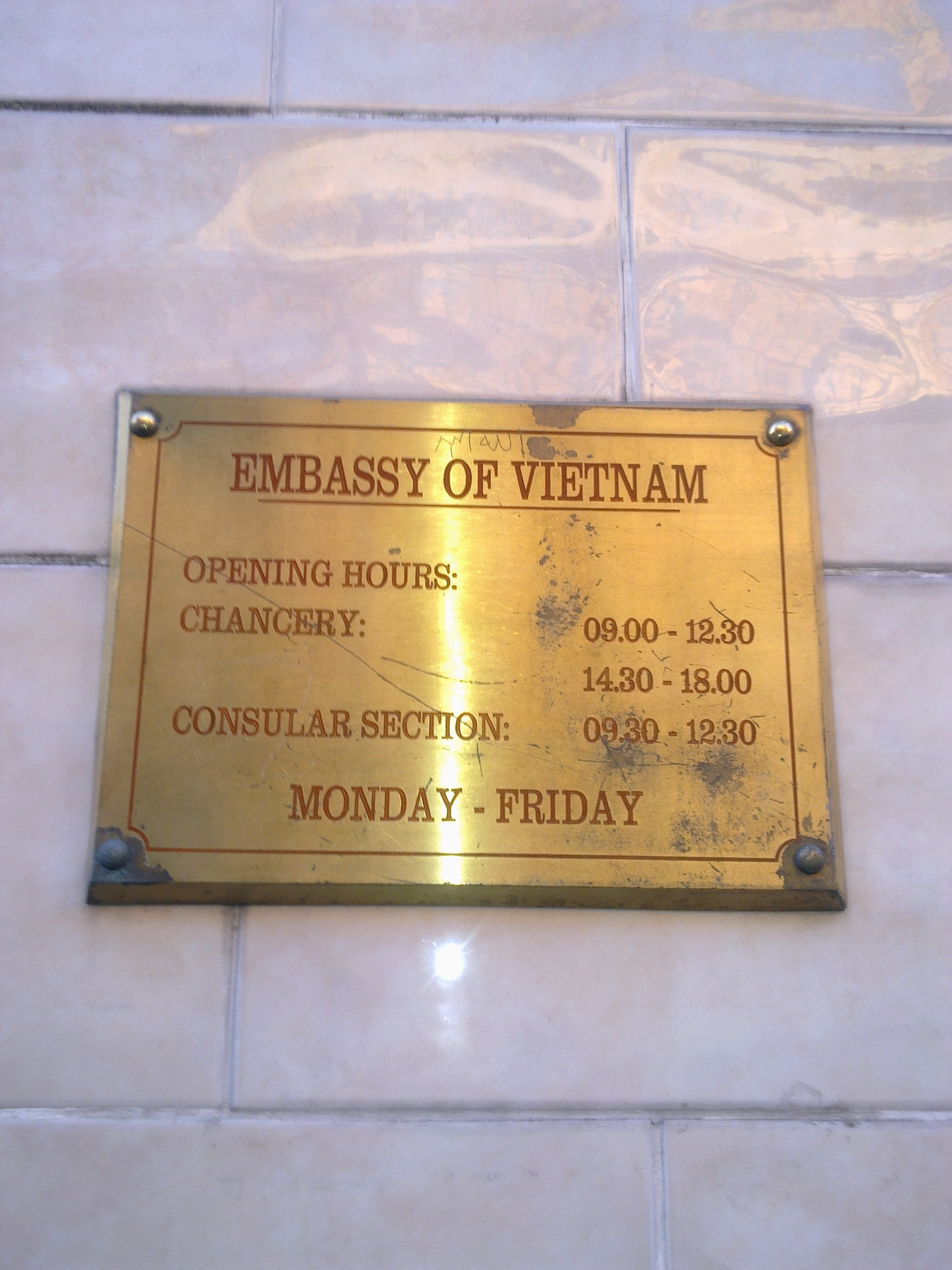
使馆外的牌匾
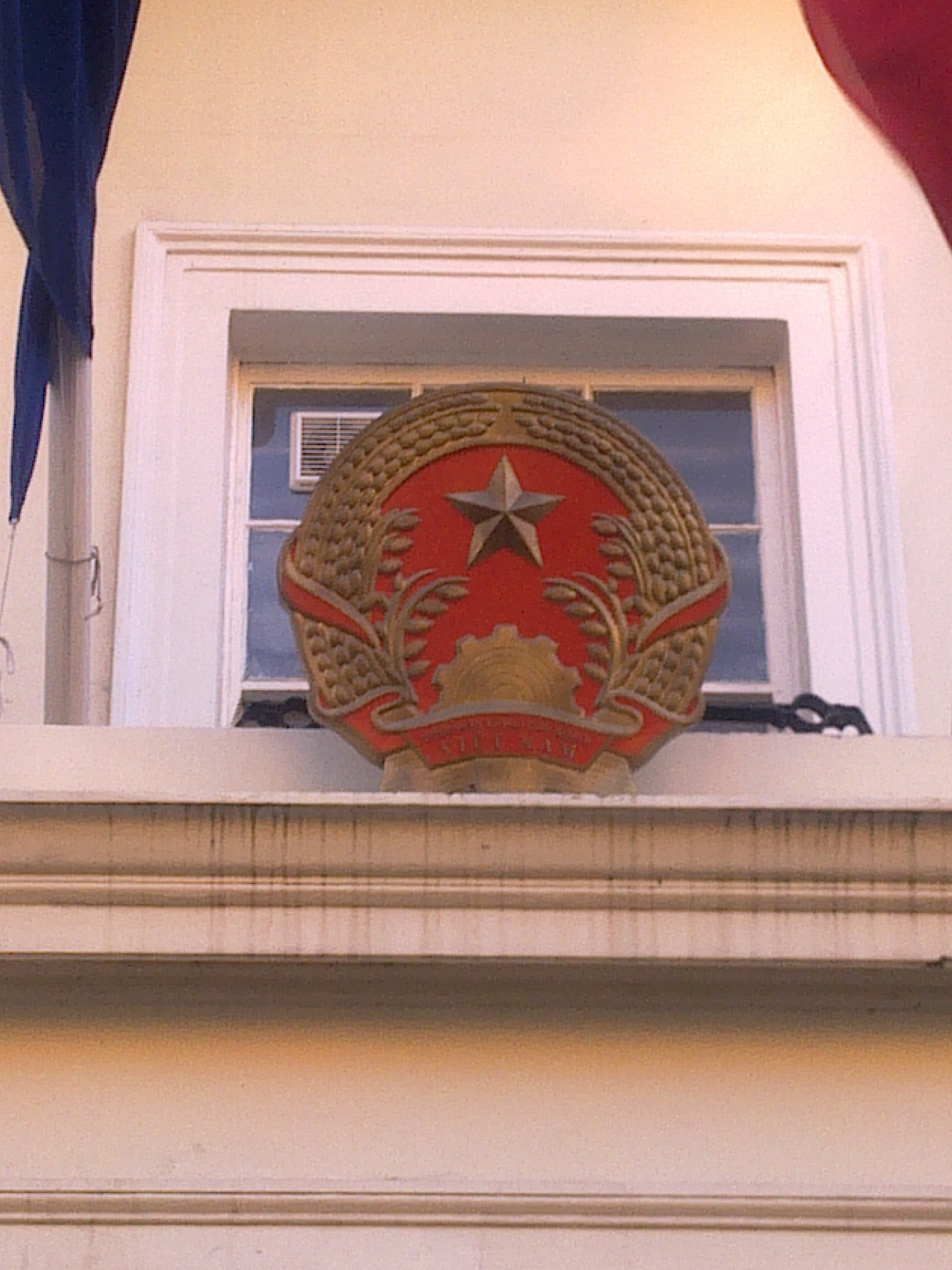
入口上方的越南国徽